# Aglais subtusochreabalteata
Aglais subtusochreabalteata är en fjärilsart som beskrevs av Reuss 1910. Aglais subtusochreabalteata ingår i släktet Aglais och familjen praktfjärilar. Inga underarter finns listade i Catalogue of Life.